# Oswald von Richthofen (Diplomat, 1847)

Freiherr Oswald von Richthofen, 1897. Nach einer Aufnahme des Hofphotograph Wilhelm Höffert in Berlin.

Oswald Samuel Konstantin Freiherr Praetorius von Richthofen (* 13. Oktober 1847 in Jassy; † 17. Januar 1906 in Berlin) war ein deutscher Diplomat und Staatssekretär im Auswärtigen Amt des Deutschen Kaiserreichs.

## Leben

### Bildungsweg
Als Sohn des Diplomaten Emil von Richthofen (1810–1895) und der Marie Augustin (1814–1891) wurde Oswald während der Tätigkeit seines Vaters als Generalkonsul in Jassy geboren. Dann zogen seine Eltern nach Mexiko, wo er eine spanische Schule besuchte. Als Zehnjähriger trat er in Potsdam ins Kadettenkorps ein und absolvierte dann in Hamburg, wohin sein Vater versetzt worden war, das Gymnasium.
1866 begann er seine Studiums der  Rechtswissenschaften in der Universität Berlin. Zeitgleich nahm er als Einjährig-Freiwilliger mit dem zweiten Garde-Regiment zu Fuß am preußisch-österreichischer Krieg teil. Nach dem Ende des Kriegs setzte er seine Studien in Heidelberg fort, brachte sie jedoch in Berlin mit der Ablegung der juristischen Staatsprüfung zu Ende. Nach dem Studium wurde er dem Gericht zu Altona zugewiesen. Von dort aus nahm er von 1870 bis 1871 als Reserveoffizier im Deutsch-Französischen Krieg teil. Nach der Schlacht von Mars-la-Tour wurde er mit dem Eiserne Kreuz ausgezeichnet. Bis zur Demobilmachung war er als Bataillons- und Regimentsadjutant tätig. Aufgrund seiner Kenntnissen der französischen Sprache wurde er zur Verhandlung mit französischen Behörden eingesetzt. Ende 1873 legte er die große Staatsprüfung in Colmar ab, woraufhin er zur Kreisdirektion zu Zabern überwiesen wurde, wo ihm von der Universität Straßburg der juristischer Doktorhut überreicht wurde.

### Diplomatische Laufbahn
Im Jahre 1876 wurde er als Hilfsarbeiter in den Diplomatischen Dienst des Auswärtigen Amtes berufen. Zwei Jahre später, 1878, wurde er Legationsrat. 1881 erfolgte seine Ernennung zum Vortragenden Legationsrat im Auswärtigen Amt. Von 1885 bis 1896 war er deutscher Repräsentant bei der Staatsschuldenverwaltung von Ägypten in Kairo. In dieser Funktion nahm er zugleich die deutschen Interessen gegenüber dem seit 1882 durch britische Truppen besetzten Land war.
Vom 15. Oktober 1896 bis zum 31. März 1898 war er als Kolonialdirektor Direktor der Kolonialabteilung des Auswärtigen Amtes. Während seiner Amtszeit wurde der Bau der südwestafrikanischen Bahnstrecke Swakopmund–Windhoek in der deutschen Kolonie Deutsch-Südwestafrika (heute Namibia) vorangetrieben. Später wurde ein Postamt in der Kolonie nach ihm benannt. Im Dezember 1897 wurde er Unterstaatssekretär und am 23. Oktober 1900 Staatssekretär im Auswärtigen Amt.

### Staatssekretär des Auswärtigen Amtes
Richthofen wurde am 23. Oktober 1900 als Nachfolger von Bernhard von Bülow, der Reichskanzler wurde, Staatssekretär im Auswärtigen Amt. Dieses Amt übte er bis zu seinem Tod am 17. Januar 1906 aus. 1901 erhielt er den Charakter als Wirklicher Geheimer Rat. 1905 wurde er zugleich Staatsminister von Preußen. Nachfolger als Staatssekretär im Auswärtigen Amt wurde am 24. Januar 1906 Heinrich Leonhard von Tschirschky und Bögendorff. Am 1. Juli 1904 wurde er noch als Knight Grand Cross des britischen Royal Victorian Order (GCVO) ausgezeichnet.
Er verstarb mit 58 Jahren in seiner Wohnung in der Königgrätzer Straße 136 (heute Stresemannstraße) an einer Krankheit.

## Familie
Richthofen heiratete am 17. Januar 1874 Karoline (Lilly) von Hartmann (* 31. August 1852), eine Tochter des Generals Julius Hardwig Friedrich von Hartmann (* 2. März 1817; † 30. April 1878). Das Paar hatte zwei Kinder:
- Dieprand Emil Ludwig Fridolin (* 15. Dezember 1875; † 5. März 1946), Senatspräsident am Reichsgericht
- Hartmann (* 20. Juli 1878; † 27. März 1953)